# Diplodus capensis
Diplodus capensis är en fiskart som först beskrevs av Smith, 1844.  Diplodus capensis ingår i släktet Diplodus och familjen havsrudefiskar. Inga underarter finns listade i Catalogue of Life.